# Cape No. 7
Cape No. 7 (chinesisch 海角七號, Pinyin Hǎijiǎo Qī Hào) ist ein taiwanischer Kinofilm aus dem Jahr 2008. Regie führte Wei Te-Sheng, für den der Film das erste größere Projekt war. In Taiwan war die Produktion sehr erfolgreich und liegt dort mit über 220 Millionen NT (ca. 5,25 Mio. Euro) bei den Box-Office-Einnahmen an zweiter Stelle hinter Titanic in Taiwan. Wei schrieb zudem das Drehbuch, nachdem er in den Medien von einem Brief gelesen hatte, der trotz der veralteten japanischen Adresse zugestellt werden konnte.
Der Film spielt zum großen Teil im Süden Taiwans, Wei lässt die Darsteller oft das dort verbreitete Taiwanisch sprechen.

## Handlung
Als Japan nach dem Zweiten Weltkrieg Taiwan an die Republik China zurückgeben muss, ist der japanische Lehrer (Kousuke Atari) gezwungen aus Hengchun nach Japan zurückzukehren und sich von seiner taiwanesischen Freundin (Rachel Liang) trennen. Auf dem Schiff zurück nach Japan schreibt er sieben Liebesbriefe an seine Angebetete, die ursprünglich mit nach Japan kommen wollte, sendet sie jedoch nie ab. Erst nach seinem Tod schickt die Tochter des Lehrers die Briefe nach Taiwan, wegen der veralteten, im japanischen Stil geschriebenen Adresse („Cape No. 7“), sind sie jedoch nicht ohne weiteres zuzustellen.
Die Briefe fallen dem Briefträger Aga (Van Fan) in die Hände. Der Rockmusiker hatte in der Hauptstadt Taipeh keinen Erfolg und kehrte danach in den Süden der Insel zurück. Den Job als Briefträger verschaffte ihm sein Stiefvater und Stadtrat (Ju-Lung Ma), nachdem sein Onkel Mao (Johnny C.J. Lin) nach einem Motorradunfall keine Briefe mehr austragen kann. Aga trägt jedoch um Zeit zu sparen nicht alle Briefe aus und öffnet zudem noch das Paket mit den unzustellbaren Liebesbriefen des japanischen Lehrers.
Als im Kenting-Nationalpark ein Konzert des japanischen Sängers Kōsuke Atari geplant ist, setzt Agas Stiefvater als Stadtrat durch, dass eine lokale Band als Vorgruppe zwei Lieder spielen soll. Da sich in Hengchun jedoch keine geeignete Musikgruppe findet, wird kurzfristig eine Band aus ganz unterschiedlichen Charakteren zusammengestellt. Aga wird Leadsänger der neu gegründeten Band, während dass Keyboard von einer Grundschülerin übernommen wird. Als Managerin dieser bunt zusammengewürfelten Band wird die Japanerin Tomoko (Chie Tanaka) engagiert. Nach einem frustrierenden Beginn kommen sich Aga und Tomoko näher. Am nächsten Morgen entdeckt Tomoko die geöffneten Liebesbriefe neben seinem Bett und bittet Aga die Empfängerin der von ihm geöffneten Liebesbriefe ausfindig zu machen.
Als Tomoko kurz vor dem geplanten Konzert die korrekte Adresse von einer Enkelin und Angestellten ihres Hotels erfährt, teilt sie dies Aga noch während den letzten Proben mit und dieser bricht sofort auf, um die Briefe noch rechtzeitig vor ihrem Konzert abzuliefern. Rechtzeitig nach der Zustellung der Briefe kehrt er zurück zum Konzert, welches am Strand von Kenting ein großer Erfolg wird. Als Zugabe spielt die Band spontan "Heidenröslein" von Franz Schubert auf Chinesisch und Japanisch und Aga gesteht auf der Bühne seine Liebe zu Tomoko. Derweil findet die Taiwanerin die Briefe, die Aga neben die Frau gelegt hat und sie erinnert sich an die Liebe von vor sechzig Jahren.

## Produktion
Der Film wurde für 50 Millionen Neue Taiwan-Dollar (ca. 1,2 Mio. Euro) produziert, wobei ein Zehntel aus einem Filmförderungsprogramm der Regierung stammte. Damit war es eines der größten Filmprojekte Taiwans in der jüngeren Geschichte. Das ursprünglich vorgesehene Budget reichte jedoch nicht aus, so dass es zwischendurch Zahlungsschwierigkeiten gab. Dennoch wird der Erfolg des Filmes auf Mundpropaganda sowie zahlreiche Berichte im Internet, zum Beispiel in Blogs, zurückgeführt.
Der Film wurde zwischen September und November 2007 in Hengchun sowie weiteren Orten im Landkreis Pingtung gedreht, einige wenige Szenen wurden bei Taipeh gefilmt.

## Aufführungen
Erstmals wurde der Film bei den Filmfestspielen von Taipeh vorgeführt und dort am 20. Juni als Eröffnungsfilm gezeigt. Circa zwei Monate später, am 22. August kam der Film auch in die taiwanischen Kinos. 
Im Ausland wurde die Produktion bei einigen Festspielen in den USA (Hawaii), Hongkong, Korea (Pusan) und Japan, im Herbst 2009 auch in München, gezeigt. 

## Auszeichnungen
Bei seiner Erstaufführung beim Taipei Film Festival holte der Film sowohl den Hauptpreis, einen Publikumsauszeichnung sowie Auszeichnungen für die beste Filmmusik und die beste Kameraführung. Mit noch mehr Preisen wurde der Film beim ebenfalls in Taiwan stattfindenden Golden Horse Film Festival bedacht, der Film respektive dessen Exponenten gewannen dort Preise in den Kategorien „Best Supporting Actor“ (Ma Ju-lung), „Best Original Film Score“ (Fred Lu, Lo Chi-Yi), „Best Original Film Song“ (Matthew Yen, Tseng Chih-Hao, Van Fan), „Outstanding Taiwanese Film of the Year“, „Outstanding Taiwanese Filmmaker of the Year“ sowie mit dem „Audience Choice Award“ den Publikumspreis.
Außerhalb Taiwans gewann der Film den Hauptpreis gewann das Festival im Jahr 2008 beim Asian Marine Film Festival in Makuhari. Beim Hawaii International Film Festival konnte der Film den Halekulani Golden Orchid Award für die beste Erzählung entgegennehmen. Außerdem wurde der Kameramann Chin Ting-Tang beim Kuala Lumpur International Film Festival ein weiteres Mal ausgezeichnet.
Im Jahr 2009 gewann der Film bei den Chinese Film Media Awards den Spezialpreis der Jury sowie eine „Film of Merit“-Auszeichnung bei den Shanghai Film Critics Awards. Zudem konnte Edward Yang als Spezialpreis den New Talent Award an den dritten Asian Film Awards in Hongkong entgegennehmen.

## Rezeption
Es werden vor allem die Beherztheit der bodenständigen Darsteller sowie das zeigen der Natur im Süden Taiwans hervorgehoben. Die Handlung sei manchmal ein bisschen zu ausschweifend, weil jedem einzelnen Charakter zu viel Zeit gewidmet werde, dem könne aber wegen der gelungenen Darstellung der Landschaft verziehen werden, schreibt Maggie Lee für den Hollywood Reporter.